# Poecilopsetta pectoralis
Poecilopsetta pectoralis is een straalvinnige vissensoort uit de familie van schollen (Pleuronectidae). De wetenschappelijke naam van de soort is voor het eerst geldig gepubliceerd in 2006 door Kawai & Amaoka.